# Syrmaticus humiae
El faisán de Hume o  faisán de la señora Hume (Syrmaticus humiae) es una especie de ave galliforme de la familia Phasianidae. El nombre de la especie conmemora Mary Ann Grindall Hume, esposa del naturalista británico en la India Allan Octavian Hume. Debido a la continua pérdida de hábitat, a la fragmentación de las poblaciones y a ser cazado como alimento, el faisán de Hume está evaluado como «Casi Amenazado» en la Lista Roja de la UICN. Está incluido en el Apéndice I de la CITES. En la India se lo considera el ave estatal de Manipur y Mizoram.

## Descripción
Es de tamaño grande, midiendo hasta 90 cm de longitud. Tiene la cabeza marrón grisáceo, con piel desnuda de color rojo en la cara. El plumaje es marrón, el pico amarillento y el iris es de color naranja parduzco, tiene barras alares blancas y las plumas del cuello de azul metálico. El macho tiene una larga cola de color blanco grisáceo, barrada de negro y marrón. La hembra es de color marrón pardusco con la garganta y la punta de la cola blancas, y el vientre color ante.

## Distribución
Es un faisán raro y poco conocido, se distribuye en todos hábitats boscosos de China, India, Birmania y Tailandia. Su dieta consiste principalmente en materias vegetales.

## Subespecies
Se reconocen cuatro subespecies:
- P. p. brehmi Neumann, 1908
- P. p. florentiae Ogilvie-Grant, 1900
- P. p. major Neumann, 1908
- P. p. petrosus (Gmelin, 1789)